# Primeira Guerra Virtual
A "Primeira Guerra Virtual" é um termo utilizado a partir de 2007 para designar uma série problemas eletrônicos iniciados na Estônia, que tem como culpados os hackers russos. O problema eletrônico causou caos no país. Bancos e aeroportos tiveram que ser fechados. Meios de comunicação ficaram com problemas e órgãos do governo não funcionaram. A Estônia é o país mais conectado a internet na Europa. A China foi acusada pelos governos americano, britânico e alemão de patrocinar invasões e roubo de informações em suas redes. Especialistas do assunto dizem que a China está criando "exércitos virtuais". Vários países no mundo estão entrando nesse rumo para ganhar dinheiro e espalhar o caos eletrônico em outros países. Órgãos brasileiros detectam essas situações muitas vezes. 